# Górzanka

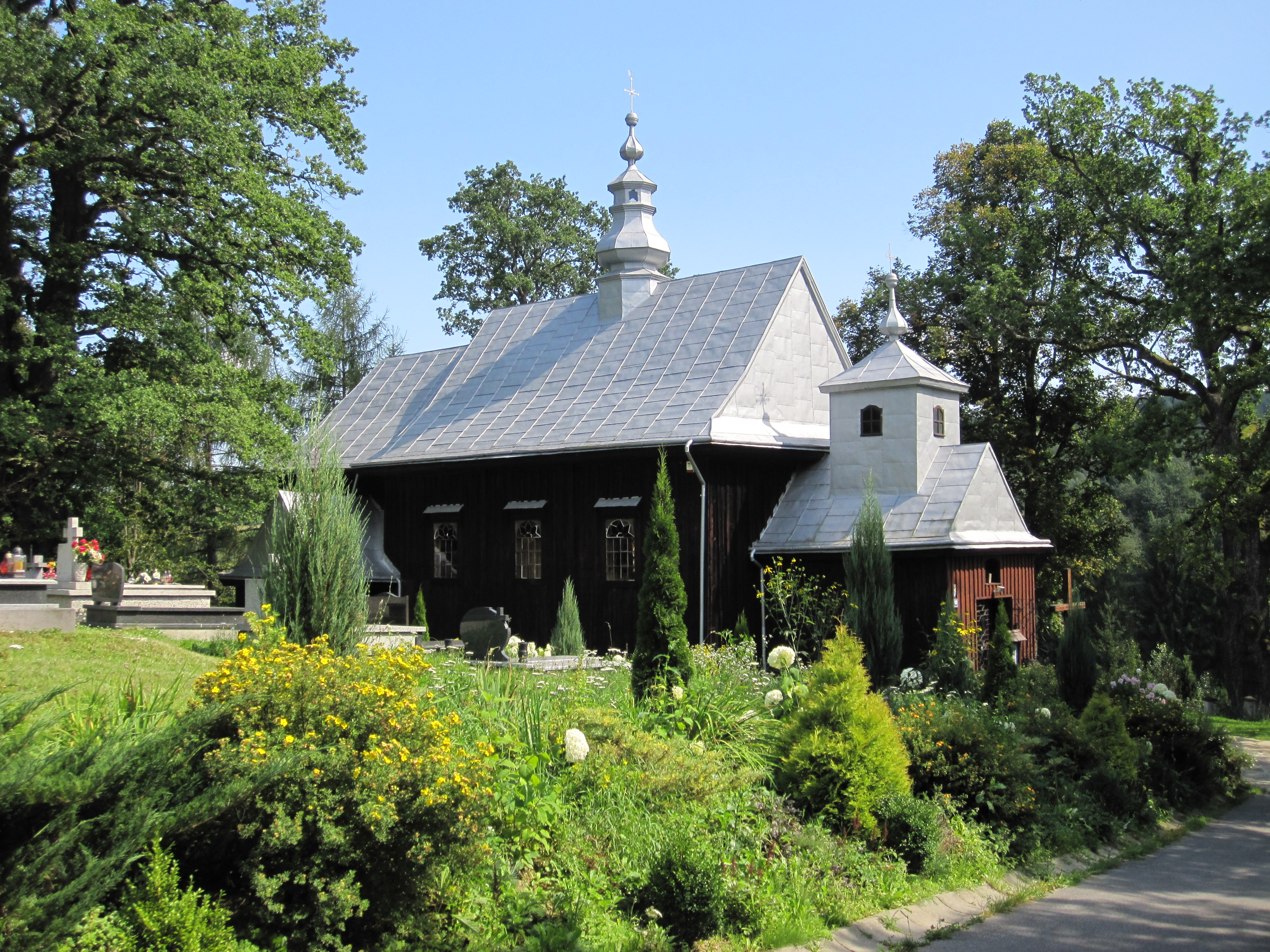
Kirche

Górzanka [ɡuˈʐaŋka] (ukrainisch: Горянка, Horianka) ist ein Dorf im Verwaltungsbezirk von Gmina Solina, im Landkreis Lesko, Woiwodschaft Karpatenvorland, im Südosten Polens. Es liegt etwa neun Kilometer südwestlich von Solina, 17 Kilometer südlich von Lesko und 83 Kilometer südlich der regionalen Hauptstadt Rzeszów.

## Geschichte
Die erste schriftliche Erwähnung des Dorfes findet sich in einem Dokument aus dem Jahr 1480 als Siedlung im Besitz der Familie Bal unter dem Namen Vovkoviya Mala. Der moderne Name wird seit 1523 verwendet. Bis 1772 befand sich das Dorf im Sanoker Land der russischen Woiwodschaft.
Zwischen den Jahren 1772 und 1918 war das Dorf Teil der österreichisch-ungarischen Monarchie, in der Provinz des Königreichs Galizien. 1881 lebten im Dorf 281 Menschen (256 griechische Katholiken und 25 römische Katholiken).
Zwischen den Jahren 1919 und 1939 gehörte das Dorf zum Bezirk Lisko der Woiwodschaft Lemberg. 1921 lebten im Dorf 370 Menschen in 62 Häusern (290 Griechisch-Katholische, 65 Römisch-Katholische und 15 Juden). Am 1. Januar 1939 lebten im Dorf 480 Menschen (400 griechisch-katholische Ukrainer, 60 römisch-katholische Ukrainer, 10 Polen und 10 Juden).
1946 wurden alle ukrainischen Familien aus dem Dorf vertrieben.
In den Jahren von 1975 bis 1998 gehörte das Dorf zur Woiwodschaft Krosno.

## Kirche
Das Dorf hatte bereits 1599 eine Kirche. 1835 wurde eine neue griechisch-katholische Holzkirche St. Paraskeva gebaut. In der zweiten Hälfte des 19. Jahrhunderts wurde in der Nähe ein gemauerter Glockenturm errichtet, in den die Glocke von 1744 verlegt wurde. Seit 1838 hatte die griechisch-katholische Gemeinde eine eigene Pfarrei, die zum Dekanat Baligorod der Eparchie Peremysky gehörte. Zur Gemeinde gehörten auch die Dörfer Radeva und Volya Horyanska. Seit 1948 wird die Kirche als Kirche genutzt. Der alte Kirchenfriedhof ist bis heute erhalten.